# Diocesi di Boma
La diocesi di Boma (in latino Dioecesis Bomaënsis) è una sede della Chiesa cattolica nella Repubblica Democratica del Congo suffraganea dell'arcidiocesi di Kinshasa. Nel 2022 contava 851.530 battezzati su 1.342.411 abitanti. È retta dal vescovo José-Claude Mbimbi Mbamba.

## Territorio
La diocesi è una delle tre circoscrizioni ecclesiastiche della provincia civile del Congo Centrale, nella Repubblica Democratica del Congo. Occupa la parte occidentale della provincia e comprende la città di Boma, i territori di Lukula, Muanda e Tshela e una parte di quello di Seke-Banza.
Sede vescovile è la città di Boma, dove si trova la cattedrale di Santa Maria Assunta.
Il territorio si estende su 11.350 km² ed è suddiviso in 53 parrocchie.

## Storia
Il vicariato apostolico di Boma fu eretto il 26 febbraio 1934 con la bolla Maiori catholicae di papa Pio XI, ricavandone il territorio dal vicariato apostolico di Léopoldville (oggi arcidiocesi di Kinshasa) e dalla prefettura apostolica di Lulua e Africa centrale (oggi diocesi di Kamina).
Il 10 novembre 1959 il vicariato apostolico è stato elevato a diocesi con la bolla Cum parvulum di papa Giovanni XXIII.

## Cronotassi dei vescovi
Si omettono i periodi di sede vacante non superiori ai 2 anni o non storicamente accertati.
- Joseph Vanderhoven, C.I.C.M.  † (26 febbraio 1934 - 4 dicembre 1949 deceduto)
- André Jacques, C.I.C.M. † (23 dicembre 1950 - 9 febbraio 1967 dimesso[2])
- Raymond (Nianga-Nzita) Ndudi † (9 febbraio 1967 - 22 novembre 1975 dimesso)
- Joachim Mbadu Kikhela Kupika † (22 novembre 1975 succeduto - 13 marzo[3] 2001 sollevato)
- Cyprien Mbuka, C.I.C.M. (13 marzo 2001 - 19 marzo 2021 ritirato)
- José-Claude Mbimbi Mbamba, dal 19 marzo 2021

## Statistiche
La diocesi nel 2022 su una popolazione di 1.342.411 persone contava 851.530 battezzati, corrispondenti al 63,4% del totale.
| anno | popolazione | popolazione | popolazione | presbiteri | presbiteri | presbiteri | presbiteri                | diaconi | religiosi | religiosi | parrocchie |
| anno | battezzati  | totale      | %           | numero     | secolari   | regolari   | battezzati per presbitero | diaconi | uomini    | donne     | parrocchie |
| ---- | ----------- | ----------- | ----------- | ---------- | ---------- | ---------- | ------------------------- | ------- | --------- | --------- | ---------- |
| 1950 | 143.429     | 278.031     | 51,6        | 53         | 10         | 43         | 2.706                     |         | 31        | 86        |            |
| 1959 | 244.585     | 356.337     | 68,6        | 83         | 18         | 65         | 2.946                     |         | 99        | 112       | 21         |
| 1970 | 355.927     | 473.532     | 75,2        | 99         | 25         | 74         | 3.595                     |         | 112       | 122       | 3          |
| 1980 | 476.653     | 753.478     | 63,3        | 62         | 32         | 30         | 7.687                     |         | 42        | 97        | 27         |
| 1990 | 580.000     | 753.000     | 77,0        | 129        | 110        | 19         | 4.496                     |         | 37        | 145       | 29         |
| 1999 | 1.054.732   | 1.352.030   | 78,0        | 139        | 135        | 4          | 7.588                     |         | 36        | 211       | 32         |
| 2000 | 1.134.381   | 1.434.981   | 79,1        | 159        | 155        | 4          | 7.134                     |         | 36        | 232       | 32         |
| 2001 | 1.137.673   | 1.440.046   | 79,0        | 173        | 169        | 4          | 6.576                     |         | 36        | 231       | 32         |
| 2002 | 1.056.205   | 1.508.865   | 70,0        | 163        | 159        | 4          | 6.479                     |         | 39        | 181       | 32         |
| 2003 | 755.016     | 1.198.438   | 63,0        | 172        | 169        | 3          | 4.389                     |         | 32        | 184       | 32         |
| 2004 | 727.734     | 1.193.000   | 61,0        | 167        | 161        | 6          | 4.357                     |         | 38        | 189       | 32         |
| 2006 | 724.943     | 1.243.470   | 58,3        | 187        | 181        | 6          | 3.876                     |         | 36        | 177       | 37         |
| 2012 | 867.000     | 1.438.000   | 60,3        | 210        | 206        | 4          | 4.128                     |         | 47        | 194       | 39         |
| 2015 | 922.000     | 1.552.000   | 59,4        | 216        | 210        | 6          | 4.268                     |         | 54        | 248       | 47         |
| 2018 | 984.150     | 1.699.200   | 57,9        | 206        | 203        | 3          | 4.777                     |         | 43        | 183       | 46         |
| 2020 | 902.000     | 1.429.320   | 63,1        | 199        | 193        | 6          | 4.532                     |         | 43        | 180       | 48         |
| 2022 | 851.530     | 1.342.411   | 63,4        | 220        | 214        | 6          | 3.870                     |         | 49        | 206       | 53         |